# Pseudotinea eiselei
Pseudotinea eiselei is een vlindersoort uit de familie van de prachtvlinders (Riodinidae), onderfamilie Riodininae.
Pseudotinea eiselei werd in 2003 beschreven door Callaghan & J. Hall.